# Pasul Carapelit
Pasul Carapelit (denumit și Pasul Iaila), este o trecătoare situată în Dobrogea la o altitudine de 192 m, între Munții Măcinului aflați la nord și Podișul Babadagului aflat la sud, de-a lungul drumului național 22D

## Rol
Pasul asigură legătura între depresiunile Cerna-Mircea Vodă aflată la vest și Taița superioară-Horia aflată la est și, este cel mai înalt pas din zona Munților Măcinului.

## Repere
Treacătoarea este situată pe cumpăna apelor dintre bazinul hidrografic al Taiței și Cernei, între vârful Carapelit (250 m altitudine, aflat la nord) și arealul nordic al Podișului Babadagului numit Podișul Atmagea (aflat la sud), limitând la sud culmea principală a Munților Măcin – Culmea Pricopanului.
Cele mai apropiate stații de cale ferată sunt pe Magistrala CFR 700 la Brăila, respectiv pe linia ferată secundară 804 la Tulcea.
În apropiere se află pasurile Priopcea (Chervant) – spre nord-vest și Teilor – spre nord-nord-vest.

## Obiective turistice de interes
- Parcul Național Munții Măcinului
- Vârful Carapelit
- Popasul turistic Caprioara, aflat în padurea cu acelasi nume lângă DN22D, la 700 m est de pas și 4 km vest satul Horia.[8]